# Dan Leavy
Pas d'image ? Cliquez ici

a Compétitions nationales et continentales officielles uniquement.

b Matchs officiels uniquement.
Dan Leavy, né le 23 mai 1994 à Dublin (Irlande), est un joueur international irlandais de rugby à XV évoluant au poste de troisième ligne aile. Il joue avec le Leinster de 2014 à 2022.

## Biographie
Membre de l'académie du Leinster, il obtient 7 sélections avec l'équipe d'Irlande de rugby à XV des moins de 20 ans, participant notamment au championnat du monde junior 2013. Dan Leavy fait ses débuts en Pro12 avec le Leinster en octobre 2014.
Il est sélectionné pour le Tournoi des Six Nations 2018. Il joue les cinq matchs du tournoi dont quatre en tant que titulaire et marque un essai. L'Irlande remporte tous ses matchs et réalise ainsi le Grand Chelem.
En 2019, lors de la demi finale de la Coupe d'Europe disputée face à l'Ulster, il connait une grave blessure au genou, qui le contraint à ne pas disputer la Coupe du monde 2019. Malgré un bref retour sur les terrains avec sa province, il annonce sa retraite de rugbyman professionnel le 4 avril 2022 à l'âge de 27 ans. 

## Statistiques en équipe nationale
Dan Leavy compte 11 sélections dont 6 en tant que titulaire, depuis sa première sélection le 12 novembre 2016 face au Canada.
| Année | Compétition  | Matchs | Points | Essais |
| ----- | ------------ | ------ | ------ | ------ |
| 2016  | Tests matchs | 1      | 0      | 0      |
| 2017  | Six Nations  | 1      | 0      | 0      |
| 2017  | Tests matchs | 2      | 10     | 2      |
| 2018  | Six Nations  | 5      | 5      | 1      |
| 2018  | Tests matchs | 2      | 0      | 0      |
| Total | Total        | 11     | 15     | 3      |